# Ilyes Hamache
Ilyes Hamache (* 11. Februar 2003 in Lille) ist ein französischer Fußballspieler auf der Position des Außenstürmers. Seit der Saison 2024/25 steht er beim FC Schalke 04 unter Vertrag.

## Leben
Hamache wurde am 11. Februar 2003 in Lille geboren. Er ist algerischer Abstammung und seine Vorfahren stammten aus dem Dorf Ighil Ouantar, Provinz Bejaia, in der Nähe der Hafenstadt Bejaia. Im Alter von fünf Jahren schloss er sich dem JS Lille Wazemmes an, für den er insgesamt vier Jahre das Trikot trug. Über die Stationen Wasquehal Football und Mouvaux FC fand er den Weg zum Fußballverein IC Lambersart, für den er bis 2020 spielte.

## Vereinskarriere

### FC Valenciennes
Im Sommer 2020 wechselte er in die Jugendabteilung des französischen Fußballvereins FC Valenciennes. Dort durchlief er die U17 und die U19, gehörte aber bereits ab September 2021 dem Kader der ersten Mannschaft an. Am 21. September 2021, dem neunten Spieltag der Saison 2021/22 der Ligue 2, gab er beim 2:1-Heimsieg gegen den SC Bastia, als er in der 76. Minute für Floyd Ayité eingewechselt wurde. Bis zum einschließlich 24. Spieltag kam Hamache regelmäßig zum Einsatz in der ersten Mannschaft, auch über die volle Spielzeit. Am 16. Oktober 2021, dem 12. Spieltag, konnte er sein erstes Pflichtspieltor erzielen. Knapp einen Monat später debütierte er im Coupe de France beim 2:0-Auswärtssieg gegen US Tourcoing, in diesem ihm auch ein Tor gelang. Am Ende der Saison konnte er in 22 Ligaspielen vier Tore erzielen. Außerdem gelangen ihm in drei Pokalspielen zwei Treffer. Am 30. Januar 2022 unterschrieb er einen Vertrag bis 2025.
In der Folgesaison erarbeitete er sich einen Stammplatz und kam in 32 Ligaspielen zum Einsatz, in diesem er drei Tore erzielte. Im Pokal kam er lediglich gegen den Red Star Paris zum Einsatz, gegen den er ein Tor vorbereiten konnte. Die Liga wurde auf Platz 15 beendet. In der Saison 2023/24 konnte er mit drei Toren und einem Assist in 28 Spielen nicht ganz an den Leistungen der vorherigen beiden Spielzeiten anknüpfen. Im Pokal blieb er zwar torlos, allerdings erreichte die Mannschaft das Halbfinale, in dem man erst Olympique Lyon mit 3:0 unterlag. Gegen Ende der Saison kam er ab dem 34. Spieltag zu keinem Einsatz in der Liga. Er beendete die Saison mit seiner Mannschaft auf den letzten Tabellenplatz, weswegen die Mannschaft in die drittklassige National abstieg.

### FC Schalke 04
Am 20. August 2024 wurde sein Wechsel zum Zweitligisten FC Schalke 04 bekannt gemacht. Bei den Schalkern erhielt er einen Vertrag bis zum 30. Juni 2028 und die Rückennummer 24. Er gab am 25. August 2024, dem dritten Spieltag der 2. Fußball-Bundesliga, beim 2:2-Unentschieden im Auswärtsspiel gegen den 1. FC Magdeburg sein Pflichtspieldebüt für die Schalker.

## Nationalmannschaft
Hamache konnte sich dank starken Leistungen in der Profimannschaft in das Blickfeld der französischen U20-Auswahl spielen. Am 17. November 2022 gab er beim 6:0-Auswärtssieg gegen die U20 Indonesiens sein Debüt, als er zur zweiten Halbzeit für Alexis Tibidi eingewechselt wurde.